# Andra Staugaitienė
Andra Staugaitienė, coniugata Gabalytė (Klaipėda, 8 agosto 1980), è una cestista lituana.

## Carriera
Con la Lituania ha disputato i Campionati europei del 2009.